# Fedayin
Fedayin (fidā'ī (فدائي); "hij die zich voor iemand of iets opoffert", meervoud fidā'iyūn (فدائيون)) is de naam voor kleine Palestijnse commandogroepen die weigeren Israël te erkennen. Deze Fedayin werden geïnspireerd door de guerrillabewegingen van de derde wereld, in het bijzonder de Latijns-Amerikaanse, zoals die van Ernesto Che Guevara, en de Tupamaros van Uruguay.
In het begin waren het vooral kleine en ongetrainde groeperingen die Israël vanuit de Gazastrook, Syrië en Jordanië aanvielen. De meeste incidenten deden zich voor vanaf de eerste jaren na de Israëlisch-Jordaanse wapenstilstand tot en met de Suezcrisis van 1956, die heerste tussen aan de ene kant Egypte en aan de andere kant het Verenigd Koninkrijk, Israël en Frankrijk. De acties van Fedayin in Egypte werden stopgezet in ruil voor terugtrekking van de Israëlische troepen uit het Sinaïschiereiland.
Na de bezetting door Israël van Cisjordanië in 1967 vestigden de Fedayin zich aan de oostoever van de Jordaan in Jordanië. De Fedayin organiseerden zich in organisaties als de PLO (vanaf 1964) en het Volksfront voor de Bevrijding van Palestina (vanaf 1967). Vanuit Jordanië voerden zij tot en met september 1970 (de Zwarte September) nieuwe aanvallen uit. 
In september 1970 escaleerde de strijd om de macht in Jordanië: op 16 september 1970 vormde Jordanië een militaire regering en kreeg het leger het bevel om tegen de Palestijnse beweging te vechten. Er volgde een gevecht dat tot 27 september duurde en waarbij 10.000 tot 15.000 slachtoffers aan Palestijnse zijde vielen.